# Halimeda
Genre
Halimeda est un genre d'algues vertes de la famille des Halimedaceae. 

## Description et caractéristiques

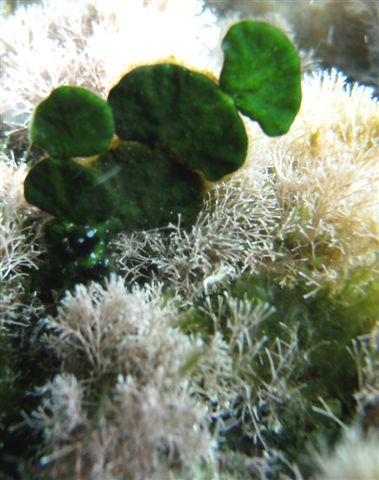
Halimeda tuna

Ce sont des algues ayant l'aspect d'un petit chapelet d'écailles coriaces. 
La structure cellulaire est de type siphonné. L'algue fixe le carbonate de calcium, ce qui lui donne sa rigidité et la rend immangeable pour la plupart des espèces herbivores.
Le thalle, de 15 à 20 cm[réf. nécessaire], est constitué d'une suite d'éléments calcifiés discoïdes.  
Le développement de cette algue prend plus d'extension à l'abri de la lumière. Elle est souvent mêlée au coralligène.

## Liste d'espèces
Selon World Register of Marine Species (1 octobre 2014) :
- Halimeda bikiniensis W.R.Taylor, 1950
- Halimeda borneensis W.R.Taylor, 1975
- Halimeda cereidesmis Kraft, 2007
- Halimeda copiosa Goreau & E.A.Graham, 1967
- Halimeda cryptica Conlivaux & E.A.Graham, 1964
- Halimeda cuneata Hering, 1846
- Halimeda cylindracea Decaisne, 1842
- Halimeda discoidea Decaisne, 1842
- Halimeda distorta (Yamada) Hillis-Colinvaux, 1968
- Halimeda favulosa M.A.Howe, 1905
- Halimeda floridiana O.N.Dragastan, D.S.Littler & M.M.Littler, 2003 †
- Halimeda fragilis W.R.Taylor, 1950
- Halimeda gigas W.R.Taylor, 1950
- Halimeda goreauii W.R.Taylor, 1962
- Halimeda gracilis Harvey ex J.Agardh, 1887
- Halimeda hederacea (E.S.Barton) Colinvaux, 1968
- Halimeda heteromorpha N'Yeurt, 2006
- Halimeda howensis Kraft & J.M.Noble, 1994
- Halimeda hummii D.L.Ballantine, 1982
- Halimeda incrassata (J.Ellis) J.V.Lamouroux, 1816
- Halimeda kanaloana Vroom, 2006
- Halimeda lacrimosa M.A.Howe, 1909
- Halimeda lacunalis W.R.Taylor, 1950
- Halimeda macroloba Decaisne, 1841
- Halimeda macrophysa Askenasy, 1888
- Halimeda magnidisca J.M.Noble, 1986
- Halimeda melanesica Valet, 1966
- Halimeda micronesica Yamada, 1941
- Halimeda minima (W.R.Taylor) Hillis-Colinvaux, 1968
- Halimeda monile (J.Ellis & Solander) J.V.Lamouroux, 1816
- Halimeda opuntia (Linnaeus) J.V.Lamouroux, 1816
- Halimeda papyracea Zanardini, 1851
- Halimeda peltata Gopinathan & Panigrahy
- Halimeda pumila Verbruggen, D.S.Littler & M.M.Littler, 2007
- Halimeda pygmaea Verbruggen, D.S.Littler & M.M.Littler, 2007
- Halimeda rectangularis J.Agardh, 1894
- Halimeda renschii Hauck, 1886
- Halimeda scabra M.A.Howe, 1905
- Halimeda simulans M.A.Howe, 1907
- Halimeda stuposa W.R.Taylor, 1950
- Halimeda taenicola W.R.Taylor, 1950
- Halimeda tuna (J.Ellis & Solander) J.V.Lamouroux, 1816
- Halimeda velasquezii W.R.Taylor, 1962
- Halimeda xishaensis M.L.Dong & C.K.Tseng, 1980

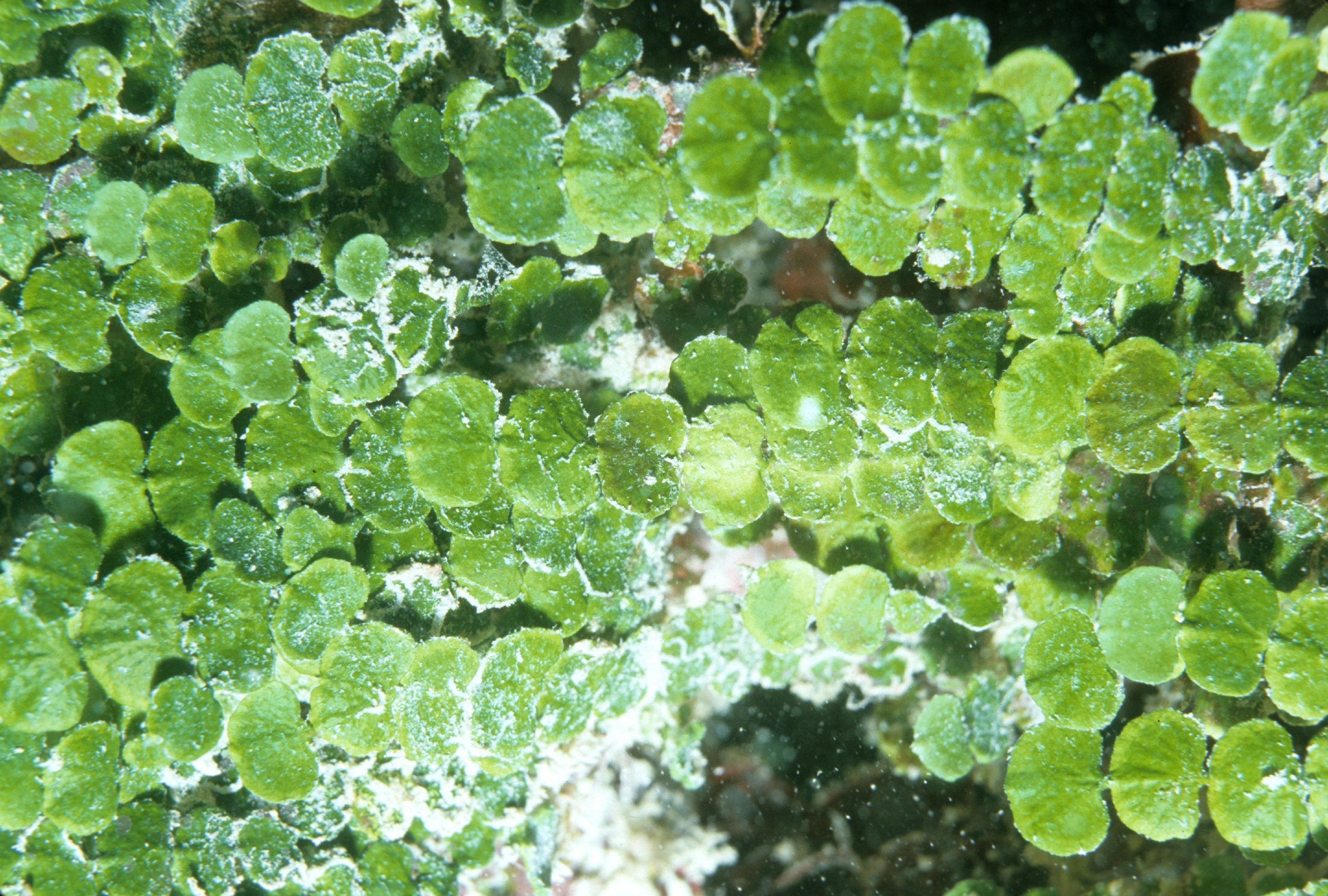
Halimeda copiosa
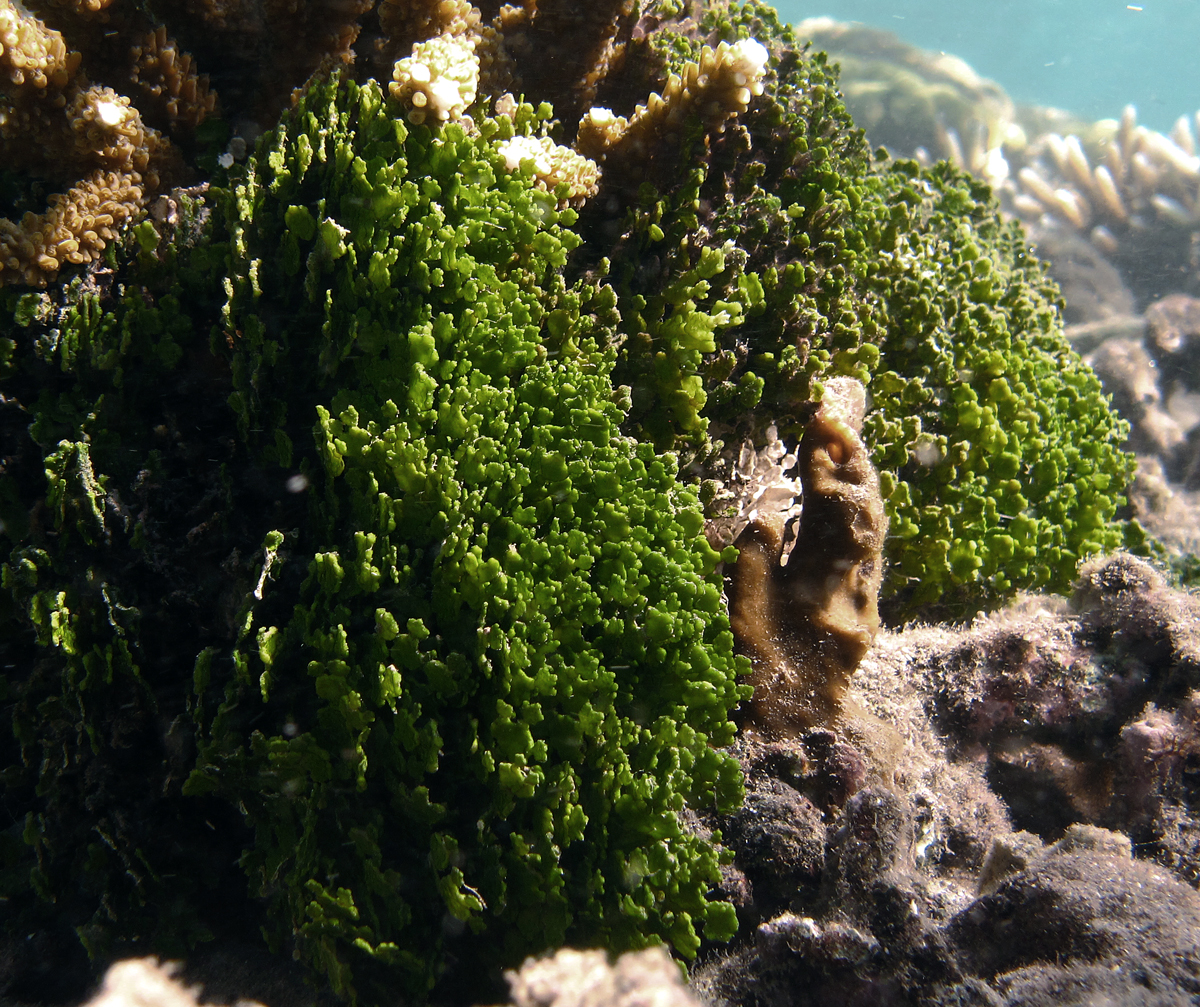
Halimeda incrassata
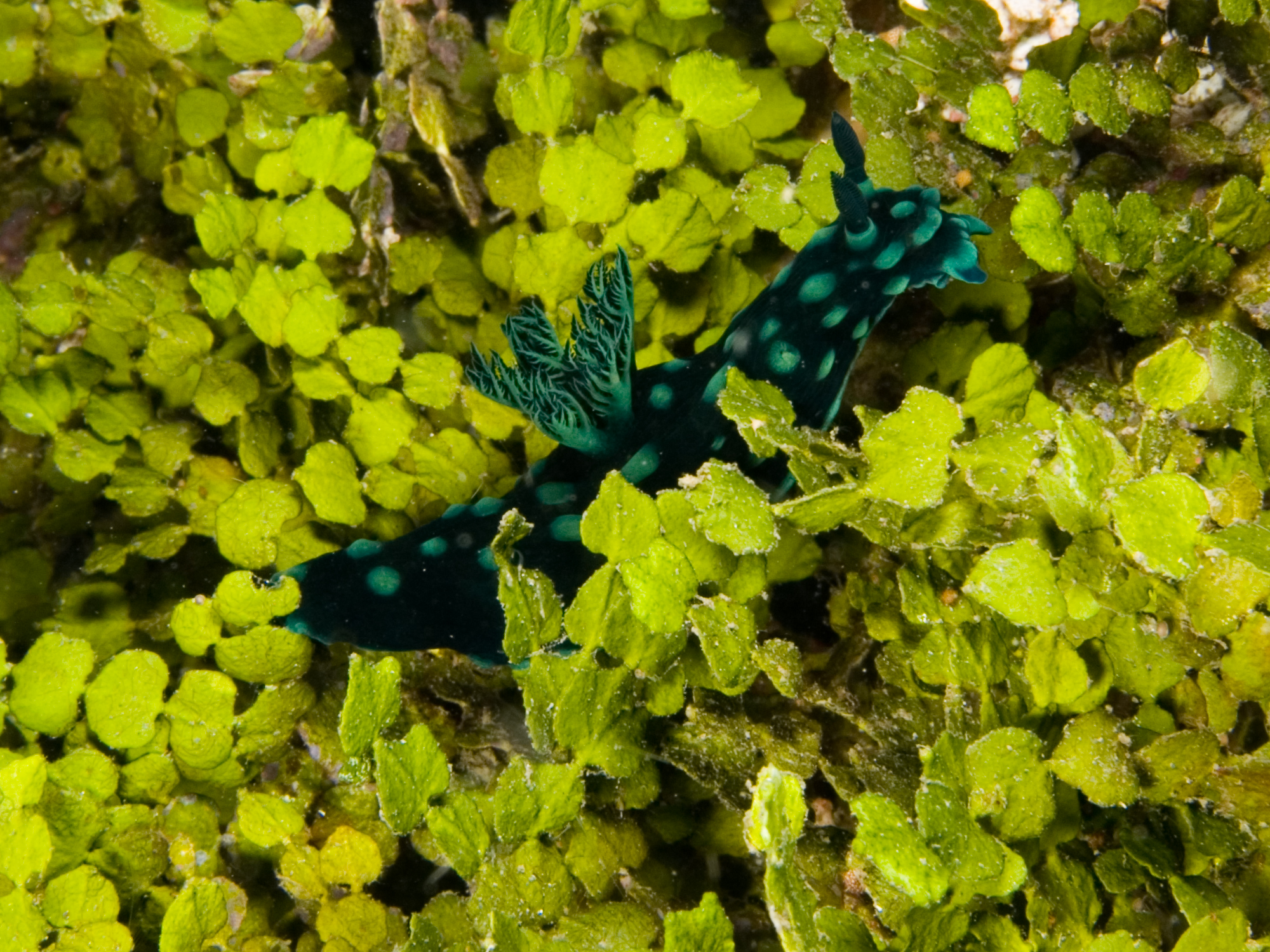
Halimeda opuntia (avec une Nembrotha cristata)
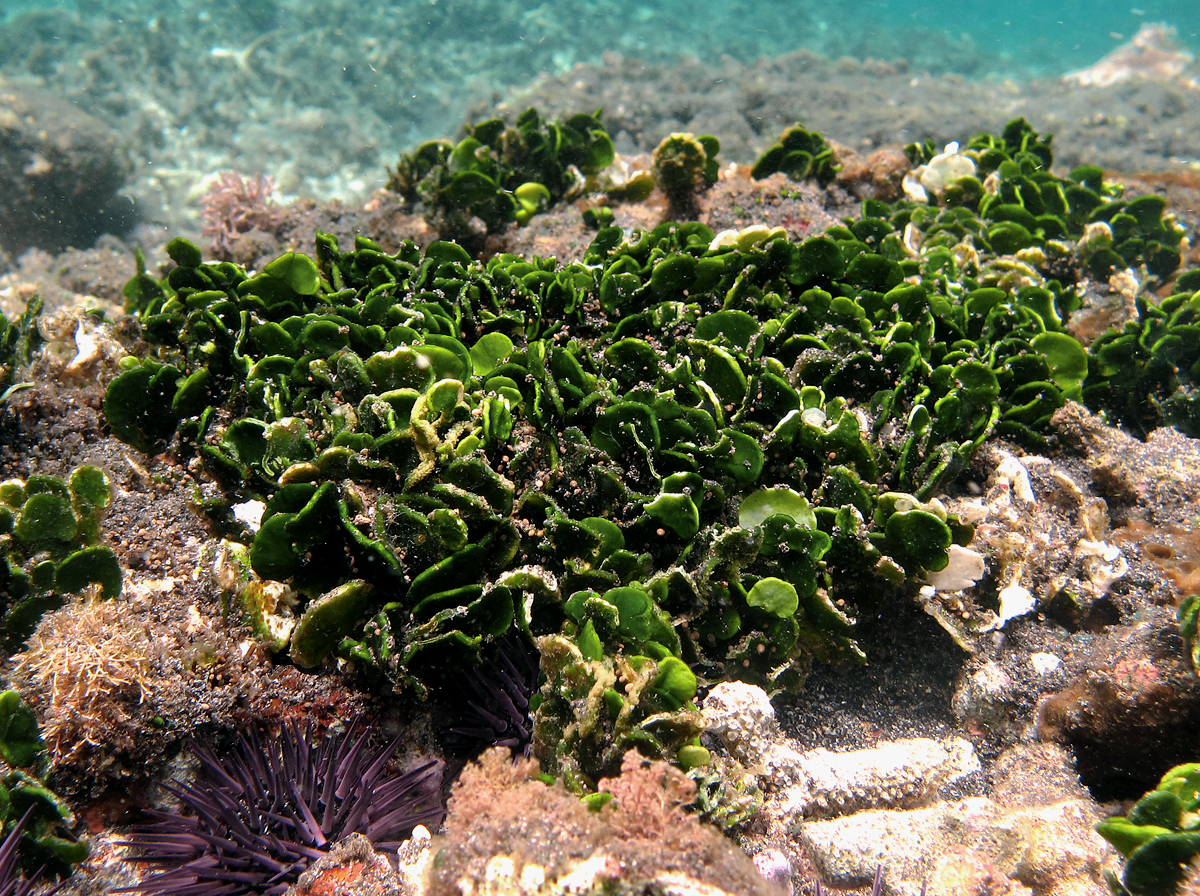
Halimeda tuna